# 佐竹稲荷神社 (足立区)
佐竹稲荷神社（さたけいなりじんじゃ）は、東京都足立区の神社。

## 概要
創建年代は不明であるが、1680年（延宝8年）には存在が確認されているので、江戸時代初期には既に存在していたと推測される。
秋田藩佐竹家の抱屋敷の屋敷神として祀ったものという。「抱屋敷」とは大名が自費で購入し建築した屋敷のことである（幕府から与えられたものは「拝領屋敷」という）。
佐竹家一族や秋田藩士のみならず、近隣の村人からの信仰を集めた。いぼ・できものが取れるというご利益があるとされた。そのため明治時代の廃藩置県で秋田藩関係者が去った後も信仰を集めている。
現在は、佐竹家から土地屋敷を譲られた三谷家が神社を管理している。

## 交通アクセス
- 梅島駅より徒歩6分。